# Das Hauslexikon
Das Hauslexikon von Gustav Theodor Fechner erschien von 1834 bis 1838 in Leipzig bei Breitkopf und Härtel unter dem vollständigen Titel: Das Hauslexikon. Vollständiges Handbuch praktischer Lebenskenntnisse für alle Stände. Es gehe, so Fechner, auf die praktischen Fragen des Lebens ein. Ihm stehe das Konversationslexikon mit eher theoretischen Themen gegenüber.
Fechner schrieb zu seinem Werk: „Es ist ein Erfahrungslexikon, bestimmt, dem Bedürfniß und der Rathlosigkeit im täglichen Leben abzuhelfen und in allen Fällen Auskunft zu gewähren, welche in häuslichen, gesellschaftlichen und Geschäftsverhältnissen den Beistand kundiger Männer wünschenswert machen.“ (Zitat aus der Einleitung)
Das Lexikon behandelt Themen der Rechts- und Heilkunde, der Land- und Hauswirtschaft, der Naturkunde, aus dem Bauwesen und Garten, Gewerbe und Handel. Es erschien monatlich in insgesamt acht Heften, von denen jedes sechs Groschen kostete.
Es wurde von einem ungenannten Autor in der Berliner Literarischen Zeitung Nr. 34 vom 20. August 1834 rezensiert. Durch sein Profil unterscheidet sich Fechners Hauslexikon von allen zuvor in Deutschland herausgegebenen Enzyklopädien und Lexika. Die acht Bände mit einem Umfang von jeweils rund 800 bis knapp 1.000 Seiten enthalten insgesamt 7.296 Begriffe, davon werden 5.689 in einem eigenen Artikel behandelt. die verbleibenden 1.607 sind Verweise auf behandelte Begriffe.
Ein Digitalisat ist im Besitz der Sächsischen Landesbibliothek Dresden, welche es online verfügbar gemacht hat.